# Бенин
Бенин (фр. Bénin), или званично Република Бенин (фр. République du Bénin) држава је у западној Африци, која се до 1975. звала Република Дахомеј (фр. République du Dahomey). На југу излази на Бенински залив, део већег Гвинејског залива и Атлантског океана. На западу се граничи са Тогом, на северу са Буркином Фасо и Нигером а на истоку са Нигеријом. Већина популације Бенина живи на омањем обалском појасу на југу земље, уз Бенински залив, који чини део већег Гвинејског залива. Службени главни град је Порто-Ново, међутим седиште владе налази се у граду Котону, који је највећи град у земљи и њен економски центар. Бенин има површину од 114,763 km2, док је процењена популација за 2016. годину износила нешто више од 10.800.000 људи. Бенин је земља у тропском појасу, а њена је привреда увелико темељена на пољопривреди; главни извози су памук и палмино уље.
Службени језик у Бенину је француски, мада се локални језици попут фона и јорубе такође често користе. Највећа верска група у Бенину су католици, а прате их муслимани, вуду и протестанти. Бенин је члан Уједињених нација, Афричке уније, Покрета несврстаних, Франкофоније, Организације исламске конференције и других међународних организација регионалног, континенталног и глобалног карактера.
Од  до  века, најзначајнији ентитети на подручју данашњег Бенина били су Краљевство Дахомеј, град-држава Порто-Ново те серија мањих, племенских ентитета на северу. Због великог броја робова који су с овог подручја транспортовани у Нови свет, подручје је још од  века било познато као Обала робова. Након укидања ропства, Француска је преузела контролу над територијем те му наденула име Француски Дахомеј. Република Дахомеј проглашена је 1958. године, а 1. августа 1960. је стекла потпуну независност од Француске. Независни Дахомеј имао је бурну прошлост препуну преврата, војних удара и борби за успоставу демокрације. Од 1975. до 1990. године, био је уређен као комунистичка, једнопартијска Народна Република Бенин. Вишестраначка управа је уведена 1990. године, када је проглашена Република Бенин.

## Етимологија
За време колонијалног периода, Бенин је носио локални и историјски назив Дахомеј. Од 1975. године користи се назив Бенин, према Бенинском заливу, у којем држава лежи. Залив су именовали Европљани према Краљевству Бенин, које се налази у данашњој Нигерији. Држава Бенин није повезана с данашњим Бенин Ситијем у Нигерији, као ни с бенинском бронзом. Сама реч „Бенин” настала је кривим изговором града Убину (данас Бенин Сити) од стране португалских колонизатора.
Савремени назив Бенин изабран је због неутралности термина. Наиме, термин „Дахомеј” се изворно односио на фонско Краљевство Дахомеј, које је обухватало јужну трећину земље те се тако није односило на грађдржаву Порто-Ново (која је била држава ривалског народа Јоруба), централни Бенин (где су Јорубе такође били доминантни), мултиетнички северни сектор земље, као ни на краљевство народа Бариба на североистоку земље.

## Географија

### Положај
Државе са којима се Бенин граничи су: Буркина Фасо, Нигер, Нигерија и Того. Површина државе износи 114.763 km².
Земља је издужена у смеру север-југ између реке Нигер и Бенинског залива.

### Геологија и рељеф
Рељеф Бенина је углавном раван или брежуљкаст. Највиши врх је Монт Сокбаро, 658 m. Већина становника живи у обалним низијама на југу где се налазе и већи градови међу којима се истичу Котону (највећи у држави) и службена престоница Порто Ново. Север земље чине саване и сушне узвисине.

## Историја
До европске колонизације на подручју Бенина налазило се неколико моћних држава (Алада на југу и Ники на северу, а касније и Дахомеј) које су значајне приходе остваривале у трговини робљем, углавном ратним заробљеницима. Крајем 19. века Француска је уговорима о заштити и колонијалним ратовима претворила Бенин у своју колонију.
Након пуне независности 1960. дошло је до подела у ослободилачком покрету и бројних државних удара из којих је као победник 1972. изашао мајор Матје Кереку. Нови председник је увео политику утемељену на марксизму-лењинизму са национализацијама и планираном економијом. Године 1991. Кереку је поражен на изборима и постао је први црни афрички председник који је мирно сишао са власти након изборног пораза. Вратио се на власт након победе на изборима 1996.

### Дахомеј
Дахомејским краљевством је владало 12 владара, иако је забележен податак да их је ипак било 13, али према легенди наследници 9. по реду владара су одлучили да га не представљају јавности, јер је како се верује продао своју мајку, краљицу, непријатељима, те података о владавини том државом између 1794. до 1818. готово и да нема.
Сви владари краљевства су представљени на специфичној тканини, где поред имена и година владавине можемо видети и неки симбол сваког владара.
Тканине су од памука, који је у ранија времена био тканина краљева. Те тканине су се изузетно брзо правиле, шваље су биле на самом двору владара и кад би добиле задатак одмах би исцртавале на црвеној тканини облике, секле и зашивале на велику тканину. Владара Tegbessou (1742-1774) карактерише биво са тканином, јер се верује да је он био један од 3 кандидата за престо. Када је требало да дође до његове иницијације, његова 2 брата су му у свечану одору пришили трње, како би он током чина збацио свечану одору, што би се протумачило као лош знак, те би неко од њих дошао на престо. Када је дошло до чина иницијације, Tegbessou није скинуо свечану одору чуме је показао да је јак као биво и тако је и симбол његове владавине постао управо биво.
Владар Agonglo (1789-1794) представљен је ананасом са 2 ножа, јер је имао врло познату изреку, а то је да неће гром у ананас. Према другом веровању, једном приликом бежећи од непријатеља, Agonglo се сакрио у ананасе тако да га они нису пронашли. Док је био сакривен, дошло му је на памет да би било добро да направи нож са оштрицом на обе стране, како би се боље борио против непријатеља.
Владар Glele (1858-1889) је био изузетно моћан владар, те је на тканини симбол његове владавине лав и мач. Мач - губаша, потиче од небеског ковача Гуа, за којег се верује да је обучио људе да кују.
Претпоследњи владар Behanzin (1889-1894) остао је запамћен по својој чувеној изреци да народом треба владати као да се држи јаје, не држати превише лабаво да се не измакне контроли, а пак не ни превише чврсто, да не пукне под притиском.

### Владари Дахомејског краљевства:
1. Ganghihessou (непознат период владавине)
2. Dakodonou (1620-1645)
3. Houegbadja (1645-1685)
4. Akaba (1685-1708)
5. Agadja (1708-1742)
6. Tegbessou (1742-1774)
7. Kpeingla (1774-1789)
8. Agonglo (1789-1794)
9. Ghezo (1818-1858)
10. Glele (1858-1889)
11. Behanzin (1889-1894)
12. Agoli-agbo (1894-1900)

## Становништво

### Етничке групе
Већина становништва живи на југу државе. Просечно трајање животног века износи 62 године.
Најбројнија етничка група је народ Фон (око 38%) који живи на југу. Осим њега, у Бенину живе припадници још око 40 етничких група, међу којима су веће Аја, Јоруба, Сомба и Бариба. 
Етничке групе у Бенину према попису из 2013.

### Језик
Француски је језик међусобне комуникације.

### Религија
Најраспрострањеније религије су хришћанство (52%), анимизам (18%) и ислам (25%). Такође се практикују и афричке религије Вуду и Ориша.
Према попису из 2013, 48,5% популације били су хришћани, 27,7% муслимани, 11,6% су практиковали Вуду (Водун), 2,6% су практиковали остале традиционалне религије, док су 2,6% били припадници осталих религија, а 5,8% није имало религијске припадности.
Религија у Бенину (2020)

## Административна подела
Бенин се дели на 12 департмана (француски: départements) који су подељени на 77 комуна. Године 1999, шест департмана се поделило на пола, тако да је настало данашњих 12.

## Привреда
Бенинска привреда је слабо развијена и темељи се на пољопривреди за сопствену потрошњу, узгоју памука и регионалној трговини. БДП је у 2004. био око 1.200  по становнику, мерено по ППП-у.

### Саобраћај
Значајна морска лука за међународни промет је Котону.